# Anomalinellinae
Anomalinellinae es una subfamilia de foraminíferos bentónicos de la familia Almaenidae, de la superfamilia Nonionoidea, del suborden Rotaliina y del orden Rotaliida. Su rango cronoestratigráfico abarca desde el Eoceno superior hasta la Actualidad.

## Clasificación
Anomalinellinae incluye al siguiente género:
- Anomalinella

Otro género considerado en Anomalinellinae es:
- Praeanomalinella, considerado subgénero de Anomalinella, Anomalinella (Praeanomalinella), y aceptado como Anomalinella